# Dorfkirche Lichtenberg (Erzgebirge)

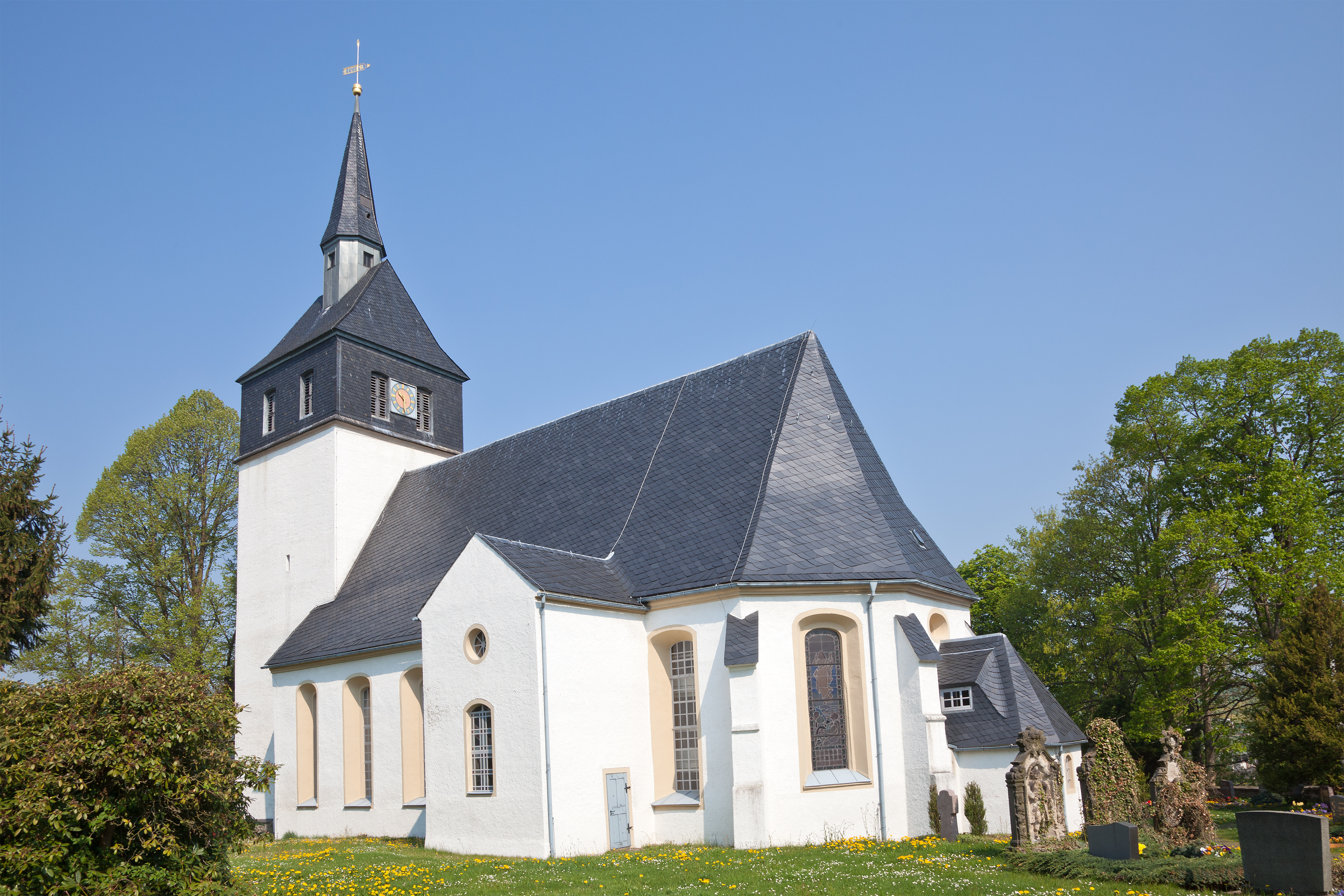
Dorfkirche Lichtenberg/Erzgebirge

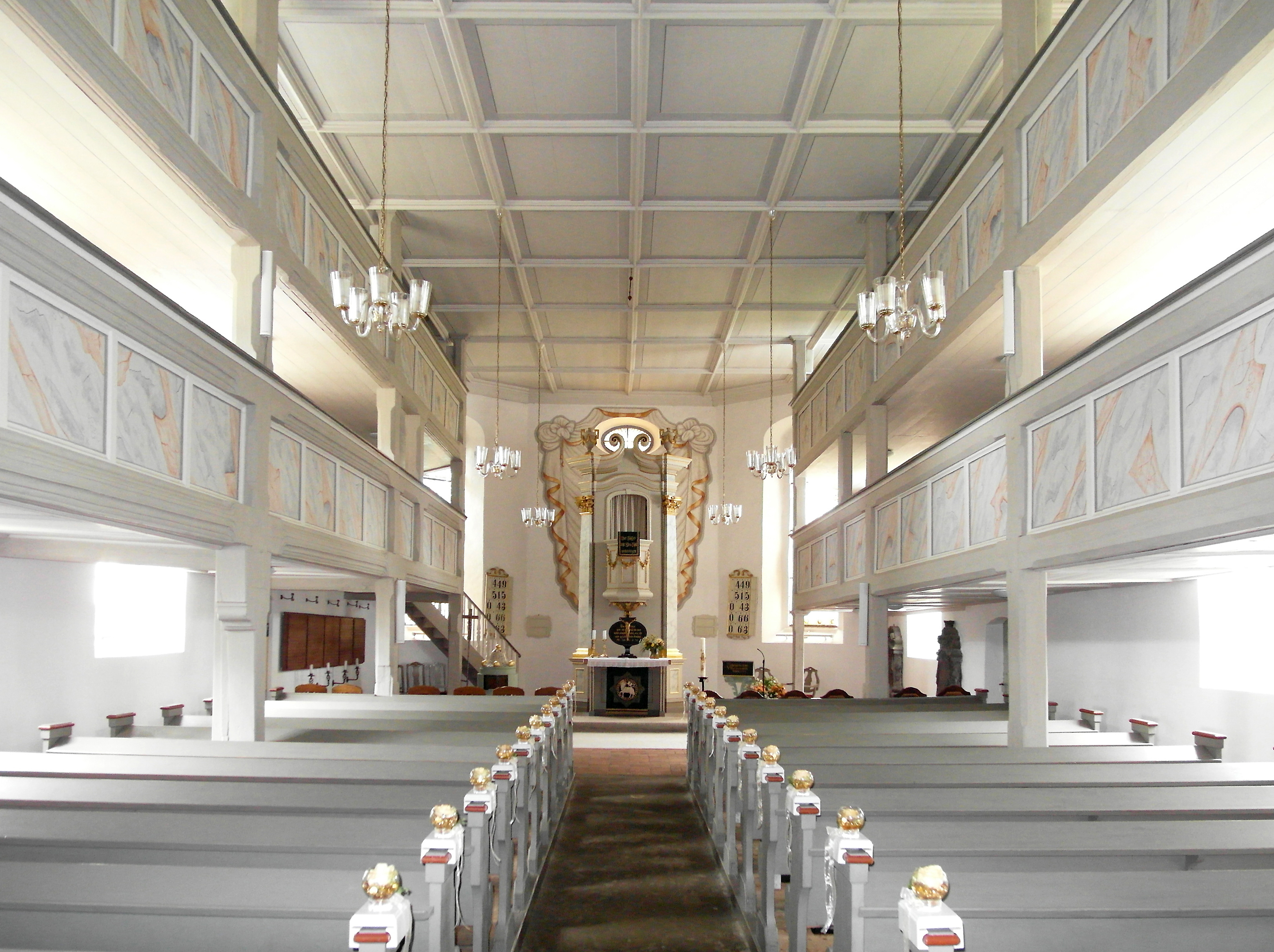
Innenansicht nach Osten

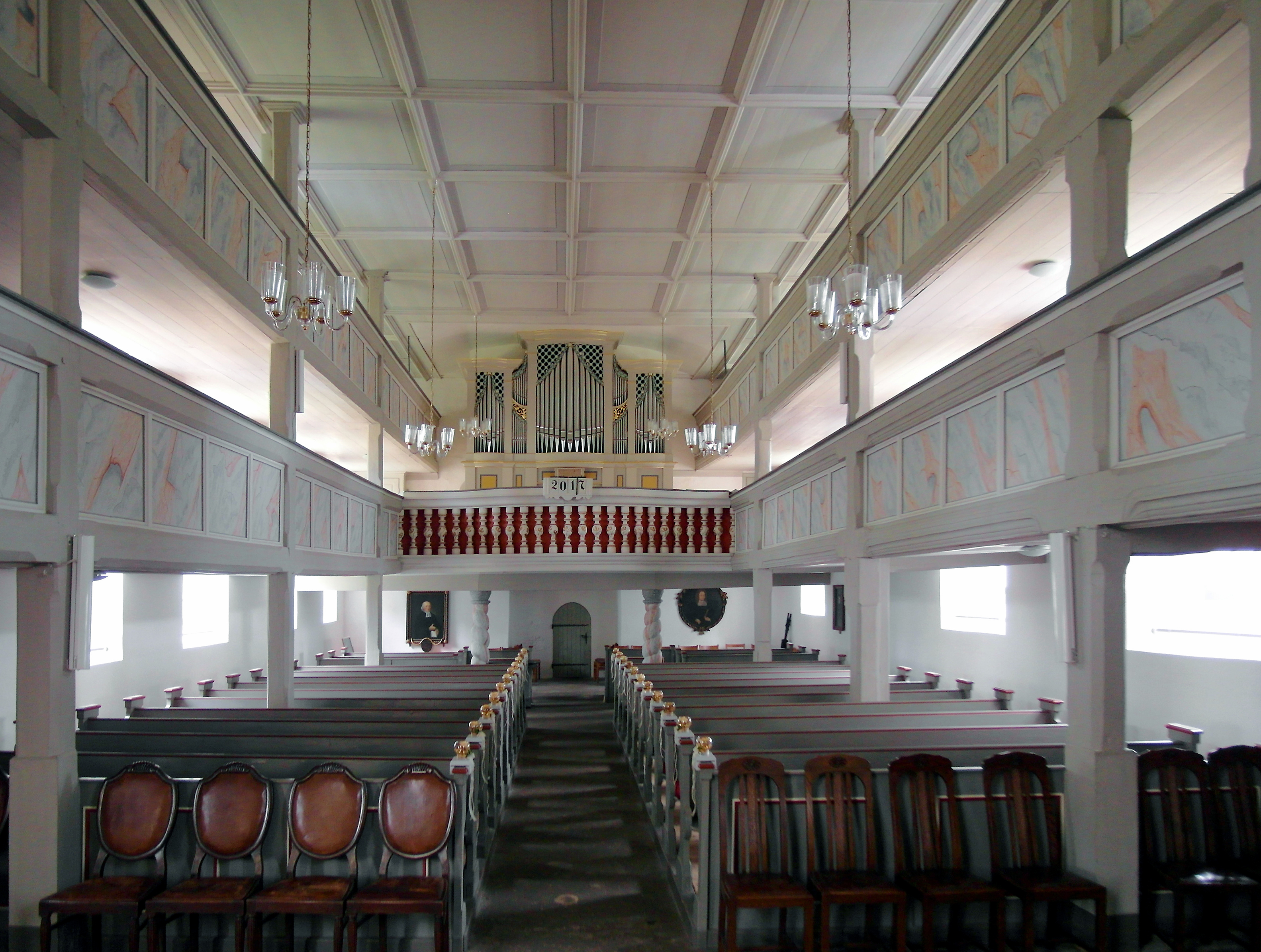
Innenansicht nach Westen mit Orgel

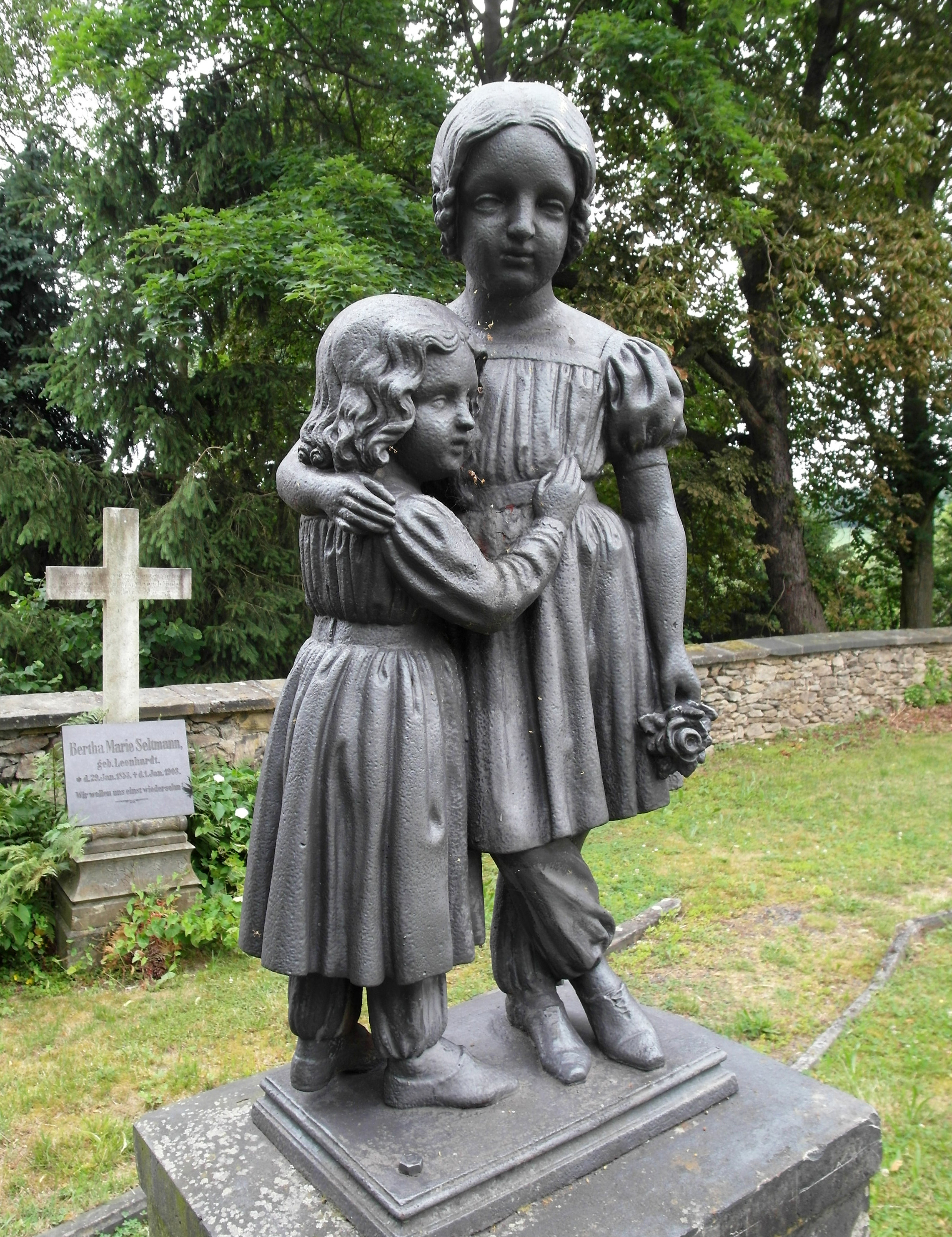
Grabdenkmal für die 1839 verstorbenen Pfarrerskinder Brause

Die evangelische Dorfkirche Lichtenberg ist eine barocke Saalkirche in Lichtenberg/Erzgeb. im Landkreis Mittelsachsen in Sachsen. Sie gehört zur Kirchengemeinde Brand-Erbisdorf-Lichtenberg-Weißenborn im Kirchenbezirk Freiberg der Evangelisch-Lutherischen Landeskirche Sachsens.

## Geschichte und Architektur
Die Lichtenberger Kirche wurde nach Inschrift 1437 von Grund auf neu erbaut. 1648 brannte der Bau nach Blitzschlag aus und wurde schnell wieder aufgebaut. Zuwendungen, unter anderem des Freiberger Rates, ermöglichten die Anschaffung neuer Ausstattungsstücke. 1799 erfolgte eine deutliche Umgestaltung des Äußeren und Inneren, Restaurierungen erfuhr das Gebäude 1950–1956, 1989 und 1994/1995. Der aus verputztem Bruchsteinmauerwerk bestehende Saalbau ist im Osten mit einem polygonalen, durch Strebepfeiler gegliederten Chor abgeschlossen, auf der Westseite erhebt sich ein Turm mit Holzaufsatz und Spitztürmchen.

## Ausstattung
Das Innere ist flach gedeckt und dreiseitig von Emporen umgeben. Die Ausstattung wurde um 1800 geschaffen, die Kanzel des ehemaligen Kanzelaltars wurde 1950 an die Nordempore versetzt. Mehrere Pastorenbildnisse aus dem 18. und 19. Jahrhundert sind erhalten. Zwei Glasmalereien von 1912 zeigen die Kreuzigung und die Auferstehung Christi.
Auf dem ummauerten Kirchhof befinden sich einige bemerkenswerte Grabsteine des 18. und 19. Jh., darunter ein Grabmal für zwei Kinder des Pfarrers Wilhelm Theodor Brause von 1839, das die beiden verstorbenen Mädchen als Figurengruppe in Metallguss zeigt.

## Orgel
Von der Umgestaltung um 1799 stammt auch die Orgel mit klassizistischem Prospekt und 19 Registern auf zwei Manualen und Pedal, ein Werk des Dresdner Orgelbauers Johann Christian Kayser. Eine Reparatur erfolgte 1911 durch Alfred Schmeisser aus Rochlitz. Im Jahr 1917 mussten die Prospektpfeifen für Kriegszwecke abgegeben werden, danach wurden ein Zinkprospekt durch die Firma Eule Orgelbau und vermutlich auch das elektrische Schleudergebläse eingebaut. Im Jahr 1960 wurde die Orgel durch die Firma Jehmlich gewartet und neu gestimmt. Eine weitere Restaurierung wurde durch Orgelbau Groß & Soldan vorgenommen. Der Erhaltungszustand wird als sehr gut bewertet.
Die Disposition lautet:
| I Hauptwerk CD–d3 |       |
| Principal         | 8′    |
| Rohrflöte         | 8′    |
| Quintatön         | 8′    |
| Octave            | 4′    |
| Spitzflöte        | 4′    |
| Quinte            | 3′    |
| Octave            | 2′    |
| Mixtur IV         | 1 ⁄3′ |

| II Oberwerk CD–d3 |       |
| Gedackt           | 8′    |
| Principal         | 4′    |
| Rohrflöte         | 4′    |
| Nassat            | 3′    |
| Octave            | 2′    |
| Quinte            | 1 ⁄2′ |
| Sifflöte          | 1′    |
| Mixtur III        | 1′    |
| Tremulant         |       |

| Pedal CD–c1  |     |
| Subbass      | 16′ |
| Octavbass    | 8′  |
| Posaunenbass | 16′ |

- Koppeln: II/I (Schiebekoppel), I/P
- Klingelzug

## Würdigung
Die Kirche Lichtenberg ist das wichtigste Kulturdenkmal des Ortes, jahrhundertelang war sie Mittelpunkt des dörflichen Lebens, daraus ergibt sich ein hoher ortsgeschichtlicher Aussagewert. Außerdem ist sie ein Zeugnis der regionalen Kirchengeschichte und Kirchenbaukunst in der Vergangenheit. Unter diesen Aspekten erlangt sie kirchengeschichtliche und baugeschichtliche Bedeutung. Durch ihre erhöhte Lage entfaltet die Kirche mit dem umliegenden Kirchhof maßgebliche ortsbildprägende Wirkung, wodurch ihr auch ein städtebaulicher Wert zuzusprechen ist. Die genannten Grabmale auf dem Kirchhof sind Zeugnisse der Bestattungskultur und Grabmalkunst ihrer Zeit, wobei dem Kindergrabmal Brause seiner Art und Qualität nach ein Seltenheitswert zukommt.